# Der Zürich-Krimi: Borchert und der Schuss ins Herz
Borchert und der Schuss ins Herz ist ein Fernsehfilm aus der Kriminalfilmreihe Der Zürich-Krimi. Er wurde im Auftrag von ARD Degeto für Das Erste produziert. Der Erstausstrahlungstermin war am 19. Dezember 2024.

## Handlung
Der Sohn des Waffenfabrikanten und Konzernchefs Gessler starb bei einer Entführung. Seine Frau hat sich daraufhin, den Tod des Sohnes nicht verkraftend, angeblich das Leben genommen. Obgleich dessen Wohnhaus wie ein Hochsicherheitstrakt ist, kopiert ein Einbrecher Daten von dessen Privatrechner. Nachdem Gesslers Sicherheitsmann tot aufgefunden wird, beteiligen sich Thomas Borchert, der Anwalt ohne Lizenz, und Dominique Kuster, seine Kanzleichefin, an den Mordermittlungen. Ihr Mandant, der Datendieb und Hacker-Aktivist Dani, befindet sich noch auf der Flucht. Wie Borchert ermittelt, wurde er von Gesslers Tochter Zoe ins Wohnhaus gelassen. Einen Konkurrenten von Gessler sieht sich Borchert ebenfalls näher an und findet Erpressungen und versteckte Zahlungen. Indem Borchert erkennt, wer gegen wen was in der Hand hat, kommt er auf die richtige Spur.

## Hintergrund
Der Film wurde vom 26. September 2023 bis zum 1. November 2023 in der Schweiz an Schauplätzen in Zürich sowie in der tschechischen Hauptstadt Prag gedreht.